# Annie Wilson
 (mars 2012).
Annie Wilson est un personnage de la série américaine 90210 Beverly Hills : Nouvelle Génération, interprété par Shenae Grimes.